# Merchants’ House

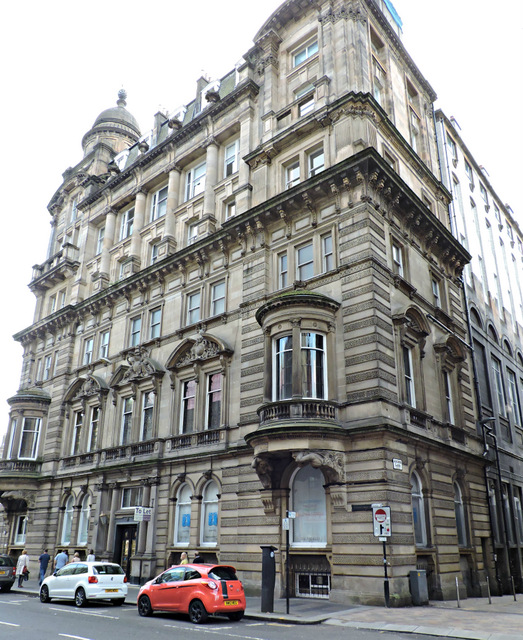
Merchants’ House

Das Merchants’ House ist ein Geschäftsgebäude in der schottischen Stadt Glasgow. 1970 wurde das Bauwerk in die schottischen Denkmallisten in der höchsten Denkmalkategorie A aufgenommen.

## Geschichte
Mit dem Bau des Eckhauses 2 St Vincent Place im Jahre 1869 wurde mit der Gestaltung der heutigen Westflanke des George Square begonnen. 1874 beziehungsweise 1875 folgten die Gebäude 24 George Square und das Merchants’ House, welche die Flanke komplettierten. Zur Ausschreibung reichten sowohl James Sellars als auch John Burnet Entwürfe ein, wobei letzterer den Zuschlag erhielt. Sein Sohn John James Burnet wurde 1907 mit der Aufstockung um zwei Geschosse sowie Modernisierungsmaßnahmen im Innenraum beauftragt. Eine weitere Überarbeitung wurde im Laufe der 1980er Jahre durchgeführt.
Zu Bauzeiten wurde das Gebäude in sechs Fachpublikationen thematisiert. Weitere Erwähnungen finden sich in zwei Büchern aus den 1990er beziehungsweise 2000er Jahren.

## Beschreibung
Das fünfstöckige Eckhaus mit Mansardgeschoss steht an der Westseite des George Square an der Einmündung der West George Street. Es reicht bis zur rückwärtig verlaufenden Anchor Lane. Sein Mauerwerk besteht aus cremefarbenem Sandstein. Im Bereich des Erdgeschosses ist es rustiziert und als abfolgende Bänder gestaltet. Bei den Ecksteinen wird diese Ornamentierung wieder aufgegriffen. Beide Portale am George Square beziehungsweise der West George Street sind aufwändig mit ionischen Pilastern und Kämpferfenstern gestaltet. Jenes am George Square schließt mit gebrochenem Segmentbogengiebel. Ebenerdig sind Rundbogenfenster mit skulpturierten Schlusssteinen verbaut. Im ersten Obergeschoss sind die Fenster entlang des George Square mit Segmentbogengiebeln verdacht. Die Zwillingsfenster entlang der West George Street schließen hingegen mit weiteren, aufwändig skulpturierten gesprengten Segmentbogengiebeln. Beide sind mit steinernen Balustraden gestaltet. Oberhalb des zweiten Obergeschosses verläuft ein weit auskragendes, auf skulpturierten Konsolen gelagertes Kranzgesims.
Die darüberliegenden, in den 1900er Jahren ergänzten Geschosse sind mit kolossalen Pilastern gestaltet. Sie schließen mit einem weiteren Kranzgesimse. An der Gebäudeecke erhebt sich ein Eckturm. Die Ausgestaltung entspricht an diesem Element weitgehend der des restlichen Gebäudes. Die Fenster sind gekuppelt und im ersten Obergeschoss treten entlang beider Fassaden Erker heraus. Auf Dachhöhe verjüngt sich der Turm zu einer runden Struktur. Darauf sitzt eine Kuppel mit vergoldetem Globus und abschließendem Schiff als Wetterfahne auf.